# Želva žlutohlavá
Želva žlutohlavá (Leucocephalon yuwonoi) je druh želvy z čeledi batagurovití, jediný taxon rodu Leucocephalon. Jde o kriticky ohrožený taxon.
Vyskytuje se pouze na ostrově Sulawesi v Indonésii.
Je pojmenována na počest Franka Bambanga Yuwona, indonéského herpetologa (1958–).
Vyskytuje se převážně v bažinách a řekách.
Roku 2016 se Zoo Riverview v Peterborough, Ontario podařilo vylíhnout dvě želvy žlutohlavé.